# La ballerina del taxi
La ballerina del taxi (The Taxi Dancer) è un film muto del 1927 diretto da Harry F. Millarde. Uno dei primi film da protagonista di Joan Crawford. Debutto per il montatore George Hively, già conosciuto come sceneggiatore e soggettista, specie di film western.

## Trama
Joselyn Poe, una ragazza del sud, parte per la grande città cercando di sfondare nel mondo dello spettacolo. A New York, conosce un vicino, Lee Rogers, da cui è attratta, e che l'aiuta con i suoi consigli. Non riuscendo a trovare lavoro a Broadway, per sbarcare il lunario, accetta un lavoro come taxi dancer in una sala da ballo dove deve danzare con i clienti a 10 centesimi a ballo. Lì conosce e diventa amica di Kitty, una scafata ballerina di fila che le riempie la testa con i suoi racconti di uomini ricchi, di feste e di appartamenti a Park Avenue. Introdotta in quell'ambiente - bella e vivace - Joselyn incontra grande successo tra gli uomini che incontra. Tra questi, anche Jim Kelvin, un ballerino senza talento ma di bell'aspetto di cui lei si innamora. In mezzo a continue feste, una notte Joselyn si trova coinvolta nell'omicidio di Bates, uno degli ospiti, che viene ucciso da Jim. Per salvare l'uomo che ama, decide di offrirsi a Henry Brierhalter, un milionario dai molti agganci politici che può, con la sua influenza, aiutare Jim. Ma ben presto si rende conto che Jim non merita né il suo aiuto, né il suo amore: ritorna allora da Lee, con il quale lascia New York per ritornare nella natia Virginia, dove i due, presumibilmente, vivranno in maniera semplice ma felice.

## Produzione
Il film fu prodotto dalla MGM e venne girato nel 1926.

## Distribuzione
Distribuito dalla MGM, il film uscì nelle sale USA il 5 febbraio 1927.

### Date di uscita
IMDb
- USA	5 febbraio 1927
- Finlandia	18 novembre 1927
- Portogallo	27 febbraio 1929

Alias
- Castelo de Cartas	Portogallo
- Castelos de Cartas	Portogallo (titolo alternativo)
- Die Eintänzerin	Austria